# رابین بورموث
رابین بورموث (انگلیسی: Robin Bormuth؛ زادهٔ ۱۹ سپتامبر ۱۹۹۵) بازیکن فوتبال اهل آلمان است.
از باشگاه‌هایی که در آن بازی کرده‌است می‌توان به باشگاه فوتبال فورتونا دوسلدورف اشاره کرد.